# Laiano (Cascina)
Laiano (già Lajano di Settimo) è una località del comune italiano di Cascina, nella provincia di Pisa, in Toscana.

## Geografia fisica
Laiano è situato nella piana dell'Arno e si sviluppa a nord della strada statale 67 Tosco-Romagnola tra Pisa e Cascina. La località, pur essendo inglobata nel tessuto della vasta area urbana di Pisa, è situata in posizione decentrata, presso la riva sinistra del fiume Arno. Laiano confina senza soluzione di continuità con le frazioni di Zambra a ovest, Casciavola a sud, San Casciano ad est, mentre a nord, oltre il fiume, con la frazione di Uliveto Terme del comune di Vicopisano.
La località dista poco più di 5 km dal capoluogo comunale e circa 14 km da Pisa.

## Storia
Il borgo di Laiano ha origini alto-medievali ed anticamente lo si ritrova menzionato sia con il toponimo Lajano di Settimo, sia con quello di Celajano. I primi documenti in cui è citato risalgono al giugno 857 e al 12 aprile 970 e si tratta di due pergamene redatte della Primaziale di Pisa: il secondo è un contratto enfiteutico concesso da Alberico vescovo di Pisa ai marchesi Oberto e Adalberto. Il borgo è ricordato nuovamente in una pergamena dell'8 aprile 1087 della chiesa di San Michele in Borgo a Pisa, mentre del 1284 è una carta in cui è scritta la proposta di costruzione di un ponte presso il vicino fosso Rinonichi. Il comunello di Laiano fu sede di una storica parrocchia intitolata a San Michele e compresa nel piviere di San Casciano, poi soppressa sul finire del XVIII secolo. Fu riunito al comune di Cascina nel 1776.

## Geografia antropica
Il paese si presenta come un moderno borgo agricolo, a scopo perlopiù residenziale, dove non mancano tuttavia attività recettive e di aggregazione. È composto da una parte centrale, che si sviluppa lungo la via di Mezzo Nord tra San Casciano e Zambra, e da due località che portano i nomi di Laiano di Sopra e Laiano di Sotto.